# Estadio Arnos Vale
El Estadio Arnos Vale (en inglés: Arnos Vale Stadium ) es un estadio multiusos situado en Kingstown, la capital de San Vicente y las Granadinas. Se trata de un campo en el que se practican diversos deportes entre ellos el fútbol y el críquet. El estadio albergó su primer partido internacional el 4 de febrero de 1981. El partido fue sede de un partido entre las Indias Occidentales e Inglaterra en un encuentro cercano que los anfitriones ganaron por dos carreras. Es casa de la selección de Islas de Barlovento. Su test match inaugural se produjo en 1997, cuando las Indias Occidentales jugaron contra Sri Lanka quedando con un empate.